# Tamarugit
Tamarugit je natrijev aluminijev sulfatni mineral s kemijsko formulo NaAl(SO4)2•6H2O. Njegova tipska lokacija je Pampa del Tamarugal, Čile, po kateri je dobil ime.

## Značilnosti
Mineral kristalizira v monoklinskem kristalnem sistemu. Njegova trdota po Mohsovi lestvici je 3. 

## Nahajališča in raba
Mineral so prvič odkrili v 19. stoletju v Cerros Pintados, Pampa del Tamarugal v Čilu. Kasneje so ga odkrili na več lokacijah po celem svetu. Leta 2003 so ga odkrili celo na otoku  Seymour na Antarktiki.
Mineral nima uporabne vrednosti. 

## Sklic
1. ↑  Tamarugite. Mindat. Pridobljeno 19. julija 2017.